# Torrox (kommunhuvudort)
Torrox är en kommunhuvudort i Spanien.   Den ligger i provinsen Provincia de Málaga och regionen Andalusien, i den södra delen av landet, 400 km söder om huvudstaden Madrid. Torrox ligger 147 meter över havet och antalet invånare är 16 890.
Terrängen runt Torrox är kuperad norrut, men söderut är den platt. Havet är nära Torrox söderut.  Närmaste större samhälle är Vélez-Málaga, 13,6 km väster om Torrox. 